# Connor Barron
Connor Clark Barron (Kintore, Escocia, 29 de agosto de 2002) es un futbolista británico que juega de centrocampista en el Rangers F. C. de la Scottish Premiership.

## Trayectoria
Se formó en la academia del Aberdeen F. C. e inició su carrera jugando como cedido en el Brechin City F. C. y el Kelty Hearts F. C. Esta segunda cesión terminó en enero de 2022 y renovó su contrato hasta mediados de 2024. Ese mismo mes debutó con el primer equipo en un encuentro de la Copa de Escocia frente al Edinburgh City F. C. en el que jugó 45 minutos. Desde entonces participó en más de cincuenta partidos antes de expirar su contrato.
El 20 de junio de 2024 se anunció su fichaje por el Rangers F. C.

## Selección nacional
Fue internacional con las categorías inferiores de Escocia y en septiembre de 2024 fue convocado por primera vez con la selección absoluta para dos partidos de la Liga de Naciones de la UEFA 2024-25. No llegó a jugar ninguno de ellos y para hacer su debut tuvo que esperar al 9 de junio de 2025 en un amistoso frente a Liechtenstein.

## Clubes
| Club                        | País    | Año       |
| --------------------------- | ------- | --------- |
| Brechin City F. C. (cedido) | Escocia | 2020-2021 |
| Kelty Hearts F. C. (cedido) | Escocia | 2021-2022 |
| Aberdeen F. C.              | Escocia | 2022-2024 |
| Rangers F. C.               | Escocia | 2024-     |